# コーニス症候群
コーニス症候群（コーニスしょうこうぐん、Kounis syndrome）、クーニス症候群、またはアレルギー反応に伴う急性冠症候群（アレルギーはんのうにともなうきゅうせいかんしょうこうぐん、Allergic acute coronary syndrome）は、薬剤などに対するアレルギー反応や強い免疫反応によって引き起こされる急性冠症候群（心臓への血流低下に関連する胸痛などの症状）と定義されている。2017年の調査では、男性130名、女性45名の真正の症例が報告されている稀な症候群であるが、この疾患は一般的に見過ごされており、実際にははるかに有病率が高いことが疑われている。肥満細胞の活性化とその反応による炎症性サイトカインやその他の炎症性物質の放出により、冠状動脈攣縮やプラーク脱落により1本以上の動脈が塞がれる。
コーニス症候群は、冠動脈の痙攣や症状を引き起こす他の2つの原因、すなわち、はるかに一般的で非アレルギー性の症候群である冠攣縮性狭心症や、冠動脈を取り囲む軟部組織である外膜および外膜周囲への好酸球の広範な浸潤によって引き起こされる極めて稀な疾患である好酸球性冠動脈周囲炎とは区別される。

## 疫学
コーニス症候群は、さまざまな人種や地域で観察されている。しかし、殆どの症例はトルコ、ギリシャ、イタリア、スペインを含む南ヨーロッパで発見されている。年齢層は小児から高齢者まで幅広く、2歳から90歳までが認められた。一般的には、高脂血症、糖尿病、喫煙、高血圧、アレルギー反応などが増悪因子である。本疾患の正確な有病率を把握することは困難であり、本疾患の診断は見逃されたり、過小評価されたりすることがある。ある研究では、救急部での診断後に入院したすべての患者がヘテロ接合のE148Q変異を有していたことから、遺伝子と環境の相互作用の可能性がある。

## 病因
本症候群を引き起こす原因としては、薬剤、さまざまな健康状態、食物、環境への暴露など多くのものが発見されている。IgE抗体の産生を引き起こすこれらの促進因子は、何れも本症候群の原因となる。これまでに発見された薬剤としては、アスピリンやスルピリンなどの鎮痛薬、麻酔薬、複数の抗生物質、ヘパリンやレピルジンなどの抗凝固薬、t-PAなどの血栓溶解薬、クロピドグレルなどの抗血小板薬、抗悪性腫瘍薬、糖質コルチコイド、非ステロイド性抗炎症薬、プロトンポンプ阻害薬、皮膚消毒薬などがある。さらに、交感神経刺激薬、血漿増量剤、抗真菌薬、抗ウイルス薬、経口避妊薬などもこの症候群を誘発する可能性がある。その他にも、アロプリノール、エナラプリル、ロサルタン、インスリンなどが挙げられる。気管支喘息、好酸球性多発血管炎性肉芽腫症、血清病、スコンブロイド症候群、血管性浮腫、花粉症、アナフィラキシー（運動誘発性または特発性）、アニサキス症などがコーニス症候群の原因となる。また、冠動脈疾患の患者によく行われる冠動脈内ステント留置術も原因の一つとされている。また、ツタウルシ、大麻、ラテックス、ニコチンなどの環境暴露も原因とされる。また、クモ、ヘビ、サソリ、ヒアリ、クラゲなどの生物に刺されると、コーニス症候群を発症する危険性がある。その他の誘因としては、造影剤も挙げられる。アレルギー反応や炎症反応を引き起こすさまざまな食品が急性冠症候群を惹起しうる。

## 徴候・症状
アレルギー性の急性冠症候群（ACS）は、2つの要素からなる症候群である。1つの要素は、過敏症、アレルギー、アナフィラキシーまたはアナフィラキシー様症状を引き起こす免疫介在性の反応、2つ目の要素は、ACSに見られる心臓の徴候・症状である。心臓の症状は、患者が呈する病変の種類によって異なる。ACSは、通常、胸が締め付けられるような痛みを伴い、典型的には首や左腕にも痛みが及び、しばしば顔面蒼白、発汗、嘔気、呼吸苦を伴う。検査時の心徴候には、四肢の冷え、徐脈、頻脈、低血圧、心肺停止の可能性、突然死も含まれる。アレルギー反応が、軽度で局所的なものから広範囲で生命を脅かすものまでさまざまであるのと同様に、アレルギー性ACSのアレルギー症状も同様に現れる。アレルギー性ACSでは、顔や舌の腫れ、喘鳴、蕁麻疹、さらには超低血圧（アナフィラキシーショック）など、アレルギー反応に関連する特有の症状が見られることがある。加えて、吸気性喘鳴、眠気、失神、腹痛、下痢、嘔吐、重症の場合は急性肺水腫などの症状が現れる。
また、心筋梗塞、急性心不全、心突然死などの症状が現れることもある。成人発症の心突然死の13％が肥満細胞の脱顆粒と関連していることから、コーニス症候群はサイレントアレルギー反応を伴う可能性があると結論付けられている。

## 病態生理
アレルギーでは、肥満細胞からヒスタミン、中性プロテアーゼ、アラキドン酸誘導体、血小板活性化因子、さまざまなサイトカインやケモカインなどの炎症性物質が放出される。これらの生理活性物質は冠動脈の痙攣を促進し、冠動脈のアテローム性プラークの破裂を加速させる。これにより心筋への血流が阻害され、不安定狭心症と見分けの付かない症状を引き起こす。
アレルギーの直接的な証拠がない患者でも、アレルギー反応が急性冠症候群に関与している可能性がある。ACSの患者には肥満細胞活性化のマーカーが見られる。

## 診断
コーニス症候群は見逃されたり過小評価されたりすることが多いので、問題を強く疑いながら疾患プロセスや臨床症状を理解することが必要である。 要因に晒されてから症状が出るまでの時間に注目することが重要である。大半の症例は1時間未満であったが、中には6時間の症例もあった。心筋虚血または心筋梗塞が疑われる場合は、心電図、胸部X線、心エコー、血管造影が必要である。
急性心筋虚血の症状、心電図、血管造影、心エコー、臨床検査所見を伴う全身性アレルギー反応の患者は、クーニス症候群と診断されるべきである。心電図の変化は、最も一般的な下壁誘導、虚血、洞性徐脈または頻脈、心ブロック、心房細動、心室細動、心室期外収縮、QRSおよびQT延長、ジゴキシン中毒様所見などと一致する。心エコー図は、動脈硬化性の狭窄や血栓症の発見に有効である。
血清トリプターゼ、ヒスタミン、免疫グロブリン（IgE）、心筋酵素、心筋トロポニンは診断の確認に有用である。コーニス症候群では、201Tl-単一光子放射断層撮影（SPECT）や125I-15-(p-ヨードフェニル)-3-(R,S)メチルペンタデカン酸（BMIPP）SPECTなどの新しい技術により、冠動脈造影所見が正常な重度の心筋虚血が発見された。さらに、心臓磁気共鳴画像（MRI）では、コーニス症候群I型の患者では、遅延造影画像で心内膜下病変部に正常なウォッシュアウトが認められた。
その他の類似した症状として、たこつぼ心筋症や過敏性心筋炎などを除外する必要がある。

### 分類
コーニス症候群には3つの型が認められる。
- I型は、内皮機能障害によるアレルギー性血管攣縮性狭心症としても知られている。この症候群は、基礎的な冠動脈疾患や素因を持たない患者が、冠動脈の攣縮に続発するアレルギー性ACSを発症するものである。アレルギー反応中の炎症性メディエーターは、トロポニンが正常であっても動脈の痙攣を引き起こすことがある。しかし、これが心筋梗塞に繋がり、トロポニンが上昇する場合がある。冠動脈の閉塞を伴わない心筋梗塞（myocardial infarction with non-obstructive coronary artery；MINOCA）は、内皮機能障害を伴う新しい臨床症状であり、このI型が原因となる[3]。
- II型は、無症候性の冠動脈疾患が基礎にある患者がアレルギー反応によって冠動脈の痙攣やプラークの侵蝕を起こすことで発症する。また、心筋梗塞の可能性もあり、その場合はトロポニンが上昇する[3]。
- III型は、冠動脈血栓症（ステント血栓症を含む）の際に発症し、吸引した血栓をヘマトキシリン・エオシンとギムザで染色するとそれぞれ好酸球と肥満細胞の存在が確認される。また、過去に冠動脈ステントを挿入した後に急死した患者で、死後の検査でステントに対するアレルギー反応の証拠が発見された場合も含まれる。III型は現在、ステント血栓症（IIIa型）とステント再狭窄症（IIIb型）に細分化されている。

## 管理
このような患者の管理は、臨床家にとって難しいかも知れない。β遮断薬はACSには有効であるが、コーニス症候群には禁忌である。アレルギー性ACSでは、アドレナリン（アナフィラキシー治療の基本）を投与しながらアドレナリンβ受容体を遮断すると、α受容体の活動が抑えられなくなり、冠攣縮が悪化する可能性がある。また、胸痛を和らげるために使用されるオピオイドは、大量の肥満細胞の脱顆粒を誘発し、アナフィラキシーを悪化させる可能性がある。したがって、このような患者には慎重な投与が必要とされる。

### I型
I型は、その臨床症状とアレルギー反応の重さにもとづいて治療される。軽度の反応であれば、抗ヒスタミン薬とコルチコステロイドで症状を抑えることができる。患者の症状にアナフィラキシーが含まれる場合は、アドレナリンを筋肉内投与する必要がある。
アレルギー性事象の治療だけで、I型を消失させることができる。血管攣縮に対してはニトログリセリンやカルシウム拮抗薬などの血管拡張薬の投与が推奨されるが、低血圧やアナフィラキシーの悪化を招くので、アレルギー治療とのバランスを考慮する必要がある。抗ヒスタミン薬や、クロモグリク酸やネドクロミルなどの肥満細胞安定化薬の投与も検討されうる。

### II型
急性冠動脈イベントプロトコルが適用され、II型の心臓症状の制御にはI型と同様の治療が可能である。継続的にβ遮断薬を使用していた患者の急性アナフィラキシーに対しては、アドレナリンよりもグルカゴンの方が良いかも知れない。また、β遮断薬は冠動脈の血管攣縮や虚血を増加させる可能性がある。オピエートの使用には注意が必要である。

### III型
急性冠症候群プロトコルの適用に加えて、血栓の吸引、新しいステントの設置が必要である。ステロイドや抗ヒスタミン薬に加え、肥満細胞安定化薬の使用が推奨される。ステント内の血栓を吸引採取して組織学的に検査し、好酸球や肥満細胞を染色する必要がある。ステント留置後にアレルギー症状が現れた場合には、減感作を行うべきである。

## 歴史
アレルギーと心臓を関連づけて、臨床的に形態学的心臓反応、急性心臓炎、リウマチ性心臓炎の基本的特徴を持つ病変などと呼んでいる古い報告がいくつかあるが、アレルギーを介した急性冠症候群について初めて完全に記述したのは、ギリシャの心臓学者ニコラオス・クーニス（Νικόλαος Κούνης、ニコラス・コーニス、Nicholas Kounis）であり、彼は1991年に冠動脈の痙攣（現在はI型）の症例にアレルギーが関与している可能性を報告している。ブラウンワルドは、この痙攣を介してアレルギーによる冠動脈閉塞が起こることを認識していた。コーニス症候群には3つのタイプがあり、ある研究では、タイプ1が最も多く、次いでタイプ2、タイプ3となっている。